# 加西市立泉中学校
加西市立泉中学校（かさいしりつ いずみちゅうがっこう）は、兵庫県加西市満久町にある公立中学校。

## 沿革
- 1962年（昭和37年）4月1日 - 多加野・西在田・在田の3中学校が統合し、泉町立泉中学校創立。
- 1967年（昭和42年）4月1日 - 町村合併・市制施行により加西市立泉中学校と改称。

## 部活動
- 野球部
- サッカー部
- 女子ソフトテニス部
- バレーボール部
- 女子バスケットボール部
- 陸上競技部
- 男子卓球部
- 剣道部
- 吹奏楽部

## 校区
- 加西市立日吉小学校
- 加西市立宇仁小学校
- 加西市立西在田小学校
- 加西市立泉小学校

## 交通アクセス
- 北条鉄道 北条町駅下車、駅前「アスティアかさい」バス停より
  - 神姫バス 花の宮・大和方面行き「満久」バス停下車徒歩180m

## 校区が隣接している学校
- 加西市立北条中学校
- 加西市立加西中学校
- 加東市立滝野中学校
- 西脇市立西脇南中学校
- 多可町立八千代中学校
- 市川町立市川中学校